# Німецька Центральна Африка

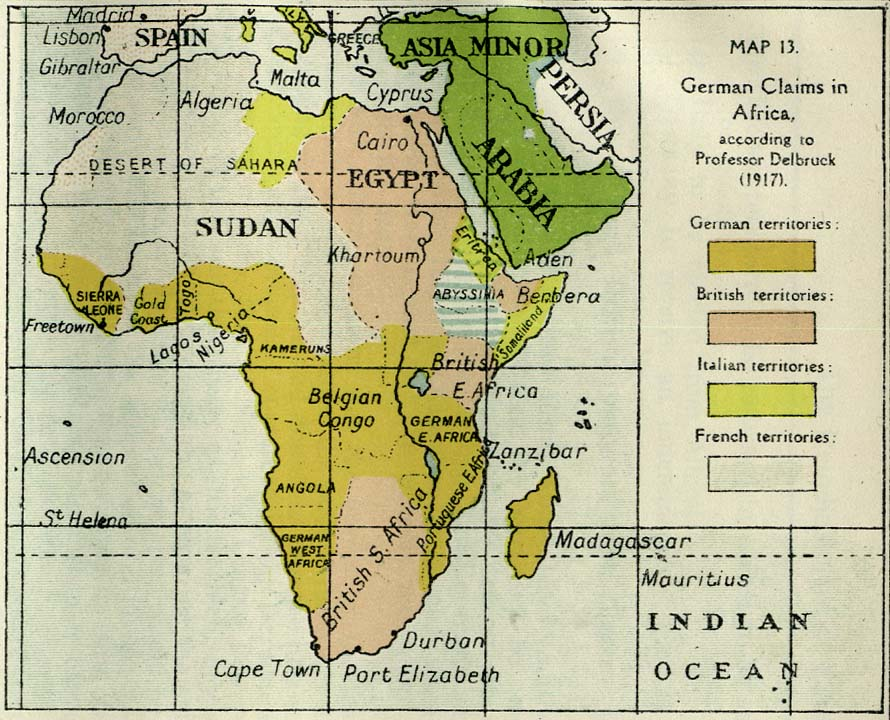
Претензії Німеччини в Африці в 1917 (Британська інтерпретація претензій Ганса Дельбрюка)

Подальші претензії Німеччини в Африці в 1917 (після Дельбрюка)

Німецька Центральна Африка (нім. Deutsch-Mittelafrika Німецька: [ˈmɪtl̩ˌʔaːfʁika]) — колонія, створення якої було однією з головних цілей німецької колоніальної політикиКолоніальна політика в обох світових війнах.

## Передвоєнні плани
Напередодні Першої світової війни робилися спроби поширити німецьку колоніальну імперію на землі Центральної Африки. В результаті на північному сході Німецького Камеруну з'явився так званий «Качиний дзьоб» — виступ німецьких володінь, що врізався в територію сучасної держави Чад. У 1911 році його обміняли на Новий Камерун

### Договір з Бугандою
У 1890 році Карл Петерс уклав договір з королем Буганди Мвангою Другим. Цей договір повинен був стати основою для розширення Німецької Східної Африки до масштабів «Німецької Індії в Африці», але Петерс зустрів активну протидію Великої Британії. Йому довелося спішно залишити Буганду, а Занзібарський договір зробив цю територію сферою впливу Британської імперії, в результаті чого договір, укладений Петерсом, став юридично нікчемним.

### Плани щодо бельгійських і португальських колоній
Перші конкретні плани створення Німецької Центральної Африки з'явилися в ході переговорів між Німеччиною і Великою Британією про розділ португальської колоніальної імперії. Цей розділ міг стати наслідком серйозних фінансових труднощів, які переживала Португалія. У липні 1913 року був укладений договір, згідно з яким Німеччині відходили Сан-Томе і Принсіпі і Ангола за винятком територій, прикордонних з Північною Родезією, а Велика Британія отримувала весь Мозамбік. Німецький міністр колоній Вільгельм Зольф запропонував також план розділу Бельгійського Конго, за яким Франція повинна була отримати території на північ від річки Конго, Велика Британія — північний схід колонії, а Німеччина — широку смугу території між Анголою і Східною Африкою. Цей план був відкинутий британською стороною.